# Porsche Carrera GT
Porsche Carrera GT – supersamochód niemieckiej marki Porsche produkowany w latach 2004–2007. Pojazd zaprezentowano po raz pierwszy podczas targów motoryzacyjnych w Genewie w 2000 roku pod nazwą 980.

## Historia

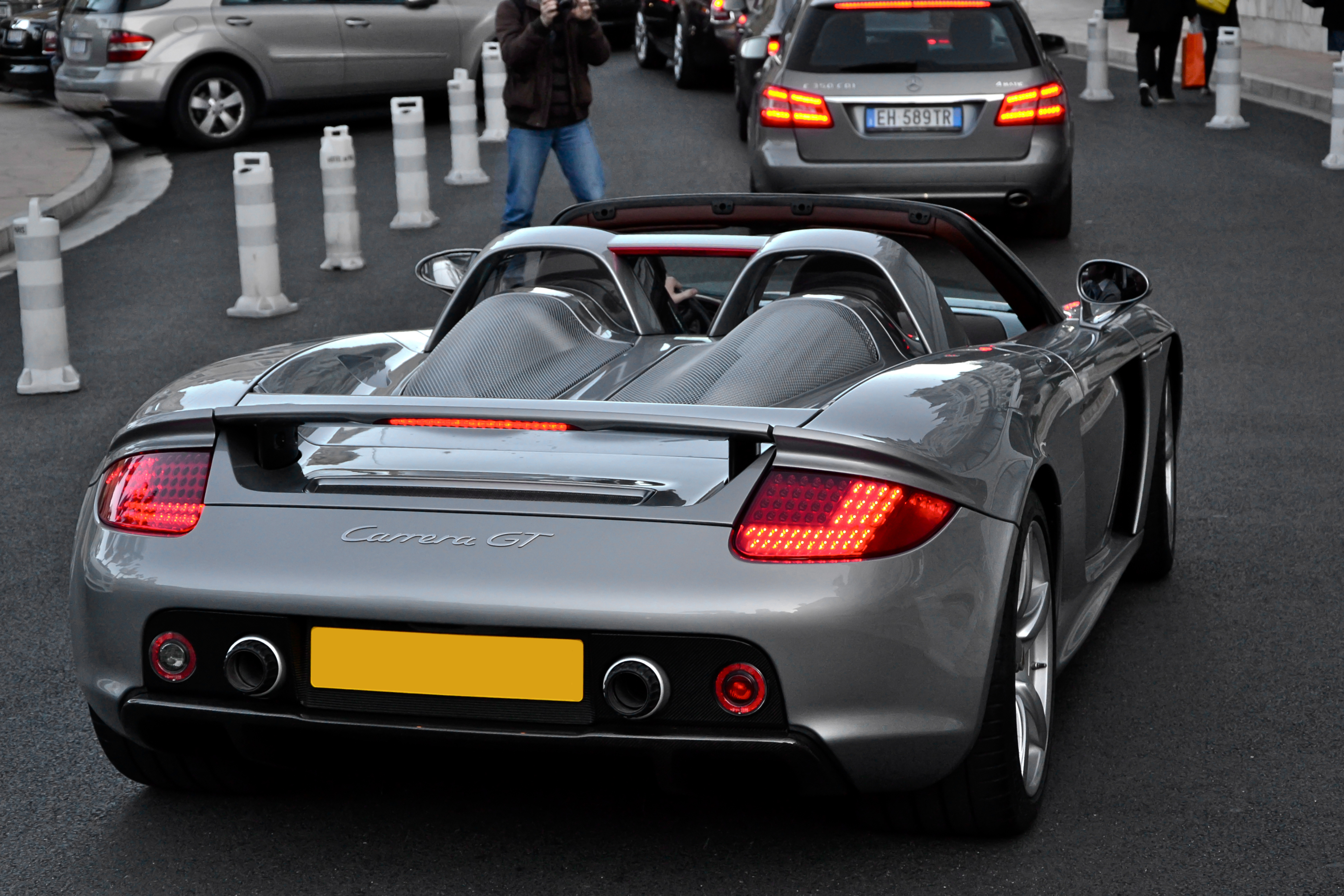
Tył Carrera GT

Podwozie było nową konstrukcją, natomiast nadwozie pochodziło z drogowej wersji 911 GT 1 Evo. Prototyp posiadał wolnossący silnik widlasty w układzie V10 o kącie rozwarcia cylindrów wynoszącym 68 stopni, pojemności 5.5 l i mocy 567 KM. Bolid osiągał prędkość 354 km/h i rozpędzał się do 100 km/h w 3,8 s. Dwa lata później nastąpiła druga prezentacja Carrery GT, tym razem w wersji produkcyjnej. Przekonstruowano m.in. silnik. Był to nadal motor V10, ale o zwiększonej pojemności do 5733 cm³. Zwiększyła się także moc auta do 612 KM osiąganych przy 8000 obr./min. Moment obrotowy wyniósł 590 Nm przy 5750 obr./min. Hamulce to nawiercane, ceramiczne tarcze wentylowane o średnicy 380 mm z przodu i z tyłu. Na piasty założone są felgi 19×9,5 cala z przodu i 20×12,5 cala z tyłu, a na nie nałożono opony Michelin Pilot Sport 2 o rozmiarze 265/35ZR19 z przodu i 335/30ZR20 z tyłu.
Planowano wyprodukować 1500 egzemplarzy. Ostatecznie wyprodukowano 1270 sztuk tego modelu, z czego 604 powędrowało do odbiorców w Stanach Zjednoczonych.

## Dane techniczne
- Silnik: V10[1] 68° wolnossący, 4 zawory na cylinder
  - Pojemność skokowa: 5733 cm³ (5,7 litra)
  - Średnica cylindra x skok tłoka (mm): 98 × 76,0 mm
  - Moc kW (KM): 450 kW (612 KM) przy 8000/min
  - Maksymalny moment obrotowy: 590 Nm przy 5750/min
  - Stopień sprężania: 12,0:1
- Skrzynia biegów: 6-biegowa manualna, napęd na tylną oś
- Rozstaw kół przód/tył: 1612 mm/1495 mm
- Zbiornik paliwa: 92 l
- Prędkość maksymalna (km/h): 330 km/h
- Przyspieszenie 0–100 km/h 3,9 s

## Skrzynia biegów

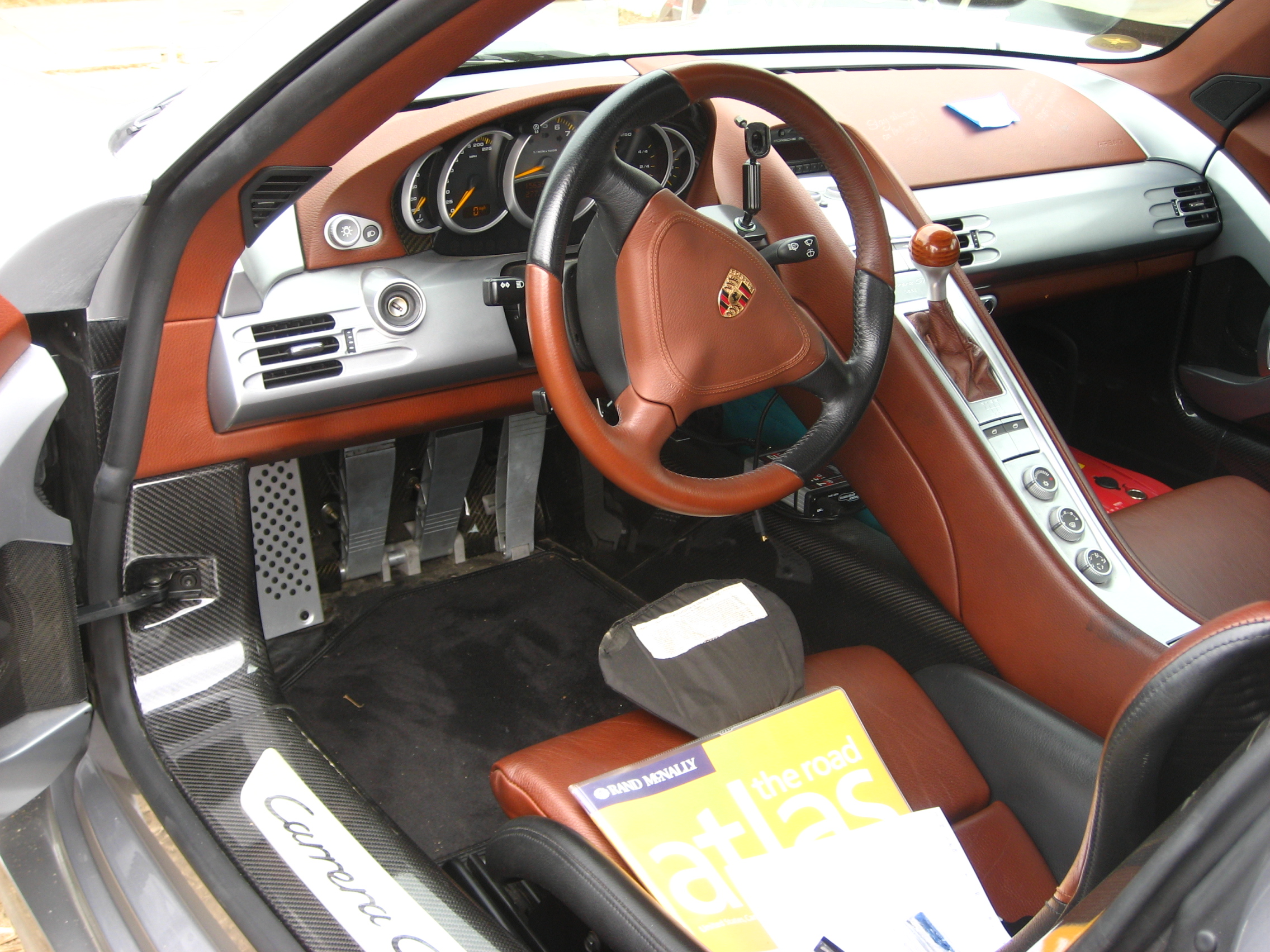
Wnętrze

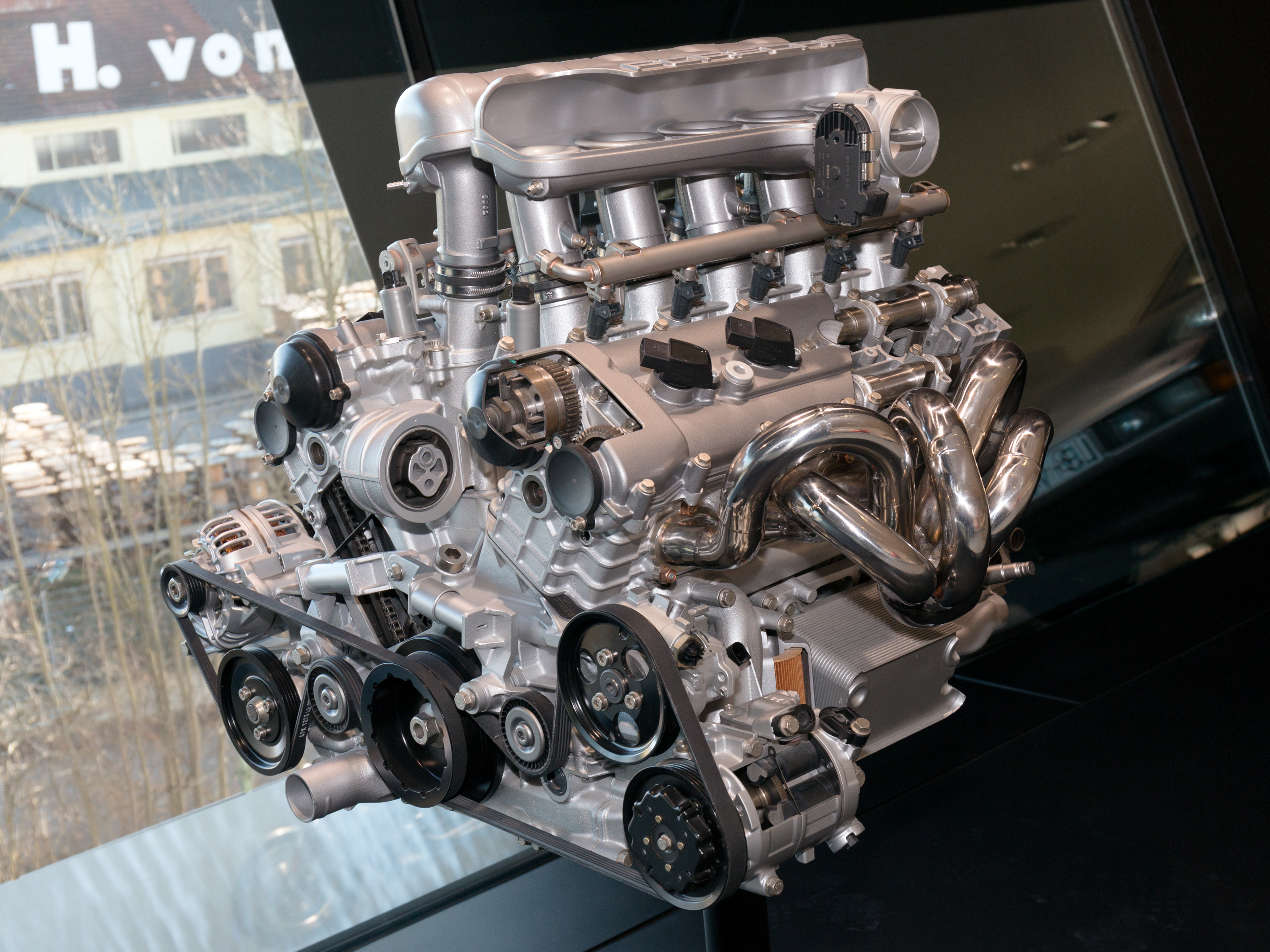
Silnik Carrera GT

6-biegowa manualna skrzynia biegów z dwupłytkowym suchym sprzęgłem z włókna węglowego.
| Przełożenia skrzyni biegów | Przełożenia skrzyni biegów |
| -------------------------- | -------------------------- |
| I                          | 3,20:1                     |
| II                         | 1,87:1                     |
| III                        | 1,36:1                     |
| IV                         | 1,07:1                     |
| V                          | 0,90:1                     |
| VI                         | 0,75:1                     |

Przełożenie przekładni głównej:
4,44:1
Niektóre testy pokazują, że samochód potrafi rozpędzić się do 346 km/h, a 100 km/h osiąga w 3,5 s. Jednak nie są to oficjalne dane producenta, przyspieszenia mogą różnić się od siebie doborem opon, warunkiem nawierzchni i pogody. Oficjalną prędkością maksymalną producenta jest 330 km/h.

## Sława samochodu
Samochód posiada opinię bardzo trudnego do opanowania i narowistego auta. Jeremy Clarkson testując auto w programie telewizyjnym Top Gear przyznał, że samochód posiada genialny silnik i potrafi dać kierowcy olbrzymią adrenalinę, ale sam miał problemy z jego opanowaniem.
30 listopada 2013 roku takie auto prowadził amatorski kierowca wyścigowy Roger Rodas. Auto wypadło z drogi i rozbiło się po czym stanęło w ogniu. Razem z kierowcą zginął Paul Walker – aktor znany z serii Szybcy i Wściekli.